# Альберт Цюрнер
Альберт Цюрнер (нім. Albert Zürner, 30 січня 1890, Гамбург — 18 липня 1920, там же) — німецький стрибун у воду.
Олімпійський чемпіон 1908 року, срібний медаліст 1912 року.

## Життєпис
Посів четверте місце у стрибках з вишки на позачерговій Олімпіаді в Афінах 1906 року. Через два роки в Лондоні він виграв золоту медаль на трампліні, випередивши своїх товаришів по команді Курта Беренса і Готтлоба Вальца. У 1912 році в Стокгольмі він виграв срібну медаль у стрибках з вишки і знову став четвертим на трампліні. У простих стрибках з вишки він вибув на груповому етапі.
У 1920 році Цюрнер загинув під час пірнання в Гамбурзі.
У 1988 році його ввели до Міжнародної зали слави плавання як піонера стрибків у воду.